# Tilbrook (motorfiets)
Tilbrook is een historisch merk van motorfietsen.
De bedrijfsnaam was: R.P. Tilbrook, Kensington, South Australia, later Motorcycle, Sidecar & Equipment Co., Adelaide (1950-1953).
Dit was een Australisch merk van Rex Tilbrook dat motorfietsen met 123- en 198cc-Villiers-motoren maakte. Van het 123 cc-model was ook een raceversie. Er werden nooit grote productie-aantallen gehaald en de productie, die in 1950 begon, eindigde al in 1953.